# Mount Barker (Western Australia)
Mount Barker ist eine kleine Stadt am Albany Highway in der Great Southern Region von  Western Australia. Im Jahr 2011 hatte die Stadt 1.795 Einwohner.

## Lage
Mount Barker liegt 360 Kilometer südlich von Perth und 50 Kilometer nördlich von Albany. Die Küstenstadt Denmark ist rund 50 Straßenkilometer südwestlich. Der Hay River entspringt westlich von Mount Barker.

## Wirtschaft und Verwaltung
Ackerbau und Viehzucht bestimmen die örtliche Wirtschaft. Unter anderem gibt es auch Weinbau.
Die Stadt ist der Verwaltungssitz des Local Government Area (LGA) Shire of Plantagenet.